# Дольне-Поле (Великопольське воєводство)
Дольне-Поле (пол. Dolne Pole) — село в Польщі, у гміні Казьмеж Шамотульського повіту Великопольського воєводства.
Населення — 175 осіб (2011).
У 1975-1998 роках село належало до Познанського воєводства.

## Демографія
Демографічна структура станом на 31 березня 2011 року:
|          | Загалом | Допрацездатний вік | Працездатний вік | Постпрацездатний вік |
| -------- | ------- | ------------------ | ---------------- | -------------------- |
| Чоловіки | 91      | 16                 | 68               | 7                    |
| Жінки    | 84      | 15                 | 51               | 18                   |
| Разом    | 175     | 31                 | 119              | 25                   |